# Prasinopyra metaleuca
Prasinopyra metaleuca là một loài bướm đêm trong họ Noctuidae.